# Psittacanthus confertiflorus
Psittacanthus confertiflorus är en tvåhjärtbladig växtart som beskrevs av Carlos Toledo Rizzini. Psittacanthus confertiflorus ingår i släktet Psittacanthus och familjen Loranthaceae. Inga underarter finns listade i Catalogue of Life.